# Nikon F-501
Nikon F-501 (в США и Канаде — N2020) — малоформатный однообъективный зеркальный фотоаппарат компании Nikon, выпускавшийся в Японии с 1985 до 1990 года. Эта камера сменила на рынке любительскую модель Nikon FG и была первой камерой Nikon со встроенным мотором фокусировки. Имела упрощенную модель Nikon F-301, не имеющую автофокуса.

## Технические характеристики
- Корпус — поликарбонат, металл;
- Крепление объектива: байонет Nikon F
- Штатный объектив — Nikkor 50 мм;
- Затвор с вертикальным движением металлических шторок отрабатывает выдержки в диапазоне от 1/2000 до 1 секунды и ручную. В режиме приоритета диафрагмы и программном выдержки отрабатываются бесступенчато;
- Режимы установки экспозиции: М (Manual exposure control) Ручной режим. A (Aperure-Priority) Приоритет диафрагмы. Программные режимы: Р (Programmed Auto), обычный режим. Р DUAL Двойная Программа (при использовании теле оптики). Р HI Высокоскоростная программа.
- Счетчик кадров автоматический, сбрасывается при открытии задней крышки фотоаппарата;
- Автоспуск — электронный;
- Резьба штативного гнезда — 1/4";
- Сменные фокусировочные экраны трех типов;
- Фокусировка автоматическая и ручная;
- Замер экспозиции: TTL-замер, центровзвешенный;
- Возможность экспокоррекции;
- Выдержка синхронизации 1/125 секунды;
- Установка светочувствительности вручную и по DX коду;
- Протяжка пленки моторизованная, обратная перемотка осуществляется вручную;

## Особенности
В F-501 предустановка светочувствительности плёнки могла быть произведена как вручную (в диапазоне ISO от 12 до 3200), так и по DX-коду. У камеры отсутствовал рычаг перемотки плёнки и взвода затвора. Замок спусковой кнопки одновременно служит переключателем режимов встроенного моторного привода, позволяющего снимать как в покадровом, так и в серийном режиме с частотой до 2,5 кадров в секунду. Корпус изготовлен с применением поликарбонатов. Источником питания служат 4 батарейки типа AAA, но при использовании батарейного блока MB-3 вместо стандартного MB-4 возможно питание от более распространённых батарей AA. Ввиду расположения батарейного блока в нижней части камеры, штативное гнездо находилось с краю камеры. Для исправления этого выпускался адаптер AH-3, переносивший штативное гнездо в центр камеры. В отличие от Nikon F-301 в F-501 была предусмотрена возможность смены фокусировочных экранов, выпускались экраны трех типов. Предусматривалась возможность установки датирующей крышки MF-19